# Попович, Майя
Майя Попович (серб. Маја Поповић, урождённая Кушич, Кушић; род. 1972, Белград) — сербский юрист, политический и государственный деятель. Министр юстиции Сербии с 28 октября 2020 года по 16 апреля 2025 год.

## Биография
Майя Попович родилась в 1972 году в Белграде в Социалистической Федеративной Республике Югославия (СФРЮ).
В 1989 году поступила на юридический факультет Белградского университета. Защитила кандидатскую диссертацию на юридическом факультете Нови-Садского университета.
Работала судьёй. С 2000 по 2012 год управляла собственной адвокатской конторой. В 2014 году поступила на службу в разведывательное Агентство безопасности и информирования. Была специальным советником директора разведки Братислава Гашича.
28 октября 2020 года получила пост министра юстиции во втором кабинете Аны Брнабич.
Свободно говорит на английском, итальянском, испанском и французском языках.

## Личная жизнь
Замужем за судьёй Апелляционного суда Белграда Растко Поповичем (Растко Поповић, род. 27 января 1969), имеет двух детей.